# Dux Internacional de Madrid
El Dux Internacional de Madrid, conegut simplement com a Internacional de Madrid, Inter de Madrid o Dux Inter és un club de futbol de Villaviciosa de Odón (Comunitat de Madrid) fundat el 2002 i que competeix en el Grup I de la Primera Divisió RFEF, tercera categoria del futbol espanyol. El 2020, després de l'entrada al seu capital de l'equip d'e-esports Dux Gaming, va passar a rebre la seva denominació actual.

## Història
L'any 2002 un grup d'empresaris aficionats al futbol va fundar el club, amb la denominació oficial més llarga del futbol espanyol, i sense tenir cap relació amb l'històric club Internacional ni amb l'Inter FS, tots dos de Madrid. L'equip comença competint en la Tercera Divisió Regional madrilenya i disputant els seus partits en el camp de futbol del Poliesportiu d'Orcasitas. L'equip va anar llavors concatenant diversos ascensos, va jugar unes temporades a la Dehesa de la Villa, al camp de futbol de San Federico (en absorbir l'estructura del San Federico) i posteriorment va traslladar la seva seu a Moraleja de Enmedio i va aconseguir l'ascens a Tercera Divisió l'any 2010. Allà s'hi va mantenir les següents temporades, debutant amb el primer equip l'internacional ecuatoguineà Eloy Edu, fins a fregar el descens el 2016 i traslladar-se la temporada següent a Boadilla del Monte.
Després d'una espectacular temporada 2017-18, dirigits pel seu entrenador Fran Garrido, i capitanejats per Tello, es va proclamar campió del grup madrileny de Tercera Divisió. Poc després, aconseguiria l'ascens en derrotar en els play-offs el filial del CD Tenerife, debutant la temporada 2018-19 en la Segona Divisió B, quedant enquadrat en el grup I.
El 30 de juny de 2020, l'equip d'e-esports espanyol Dux Gaming, que té entre els seus inversors els futbolistes Thibaut Courtois i Borja Iglesias i el youtuber DjMariio, es va convertir en copropietari del club madrileny, canviant el nom esportiu a DUX Internacional de Madrid. Aquell mateix any van traslladar la seva seu al municipi madrileny de Villaviciosa de Odón.

## Dades del club
Temporades a 2a B: 2.
- Millor lloc: 14è
- Pitjor lloc: 14è

Temporades a 3a: 8
- Millor lloc: 1r. (2017/18)
- Pitjor lloc: 16è (2015/16)